# Indiana Blizzard
Die Indiana Blizzard waren ein US-amerikanisches Eishockeyfranchise der All American Hockey League aus Dyer, Indiana. Sie spielten in der 1.500 Zuschauer fassenden Midwest Training & Ice Center.

## Geschichte
Gegründet wurde das Franchise im Jahr 2009 unter dem Namen Detroit Hitmen und war in Fraser, Michigan beheimatet. Das Partnerteam waren die Port Huron Icehawks aus der International Hockey League. Nach nur zwei Monaten gerieten die Detroit Hitmen allerdings in finanzielle Probleme und das Franchise wurde unter neuem Besitzer nach Muskegon umgesiedelt. Sie setzen damit eine lange Reihe von Minor-League-Teams in Muskegon fort, waren doch dort bereits zehn andere Teams aktiv.
Die West Michigan Blizzard arbeiteten mit den Elmira Jackals aus der ECHL und auf der Juniorenstufe mit den Philadelphia Thunder aus der United Junior Hockey League zusammen. Sie waren somit das einzige Team der AAHL mit einem Partnerteam in der ECHL. Die Mannschaft wurde im Anschluss an die Saison 2009/10 nach Dyer, Indiana, umgesiedelt und in Indiana Blizzard umbenannt.
Im Dezember 2010 stellte das Franchise den Spielbetrieb mit sofortiger Wirkung ein und wurde für die restliche Saison durch die Chi-Town Shooters ersetzt, die in die AAHL zurückkehrten.